# Birchiș
Birchis là một xã thuộc hạt Arad, România. Dân số thời điểm năm 2002 là 2043 người.